# Líricas (Ao Vivo)
Líricas - Ao Vivo é o segundo DVD "solo" da carreira do cantor e compositor maranhense Zeca Baleiro.
As gravações do DVD fazem parte da turnê do álbum Líricas, de 2000.

## Faixas
01 Filosofia 

02 Minha Casa 

03 Comigo 

04 Bandeira 

05 Banguela 

06 Meu Amor, Meu Bem, Me Ame 

07 Babylon 

08 Quase Nada 

09 Blues do Elevador 

10 Stephen Fry 

11 Soneto Erótico 

12 Skap (Menos Sozinho) 

13 One More Cup of Coffee / Flor da Pele / Vapor Barato 

14 Tv a Cabo 

15 Dodói 

16 Proibida Pra Mim 

17 Tem que Acontecer 

18 Você Só Pensa em Grana 

19 Lenha 

20 Heavy Metal Do Senhor

## Extras
01. Bienal 

02. Samba Do Approach 

03. Nalgum Lugar

## Créditos Musicais
- Zeca Baleiro - Voz, Violão, Baixo, Percussão
- Tuco Marcondes - Violão, Violão 12 cordas, Dobro, Baixo, Gaita, Vocal
- Rogério Delayon - Violão, Bandolim, Baixo, Gaita, Vocal
- Lui Coimbra - Cello, Rabeca, Charango, Baixo, Percussão, Vocal)

## Ficha Técnica
- Produção: Zeca Baleiro
- Direção: Jodele Larcher